# Bill Toomey
William Anthony "Bill" Toomey (* 10. ledna 1939, Filadelfie) je bývalý americký atlet, olympijský vítěz v desetiboji.

## Sportovní kariéra
V roce 1964 se jen těsně nekvalifikoval na olympiádu v Tokiu. O rok později se poprvé stal mistrem USA v desetiboji (své prvenství ještě čtyřikrát obhájil). Zvítězil na univerziádě v Budapešti v roce 1965 a na Panamerických hrách v roce 1967. Životním úspěchem pro něj bylo vítězství v desetiboji na olympiádě v Mexiku v roce 1968, kde současně vytvořil olympijský rekord. V následující sezóně zlepšil světový rekord v desetiboji na 8417 bodů (podle současných tabulek šlo o 8309 bodů).
V roce 1969 se oženil s britskou atletkou Mary Randovou (olympijskou vítězkou ve skoku do dálky z roku 1964). Měli spolu dvě dcery, po 22 letech manželství se rozvedli.